# Zoo (zespół muzyczny)
Zoo – polski zespół rockowo-popowy założony w Warszawie, aktywny w latach 1982–1985.
Utwory grupy: Smutne zoo, Na drzewie i Romantyczna gra, gościły na Liście Przebojów Trójki. Popularność zyskała także piosenka pt. Więcej sexu!.

## Historia
Formacja powstała w momencie, gdy na próbę w warszawskim klubie Hades – do składu, który tworzyli: Janusz Domański (ex- Zjednoczone Siły Natury „Mech”; perkusja), Wojciech Styczyński (gitara), Wojciech Katner (instrumenty klawiszowe) i Mirosław Torla (gitara basowa), dołączył wokalista Stanisław Wenglorz, który ściągnął do zespołu także gitarzystę Krzysztofa Marca. Pomysłodawcą nazwy „ZOO” był Domański. Debiut miał miejsce latem 1982 roku w warszawskim klubie Park pod szyldem „Stanisław Wenglorz i ZOO”. Formacja dzieliła tę samą, klubową scenę z debiutującym wówczas Lady Pankiem. Wokalista nagrał z zespołem 4 utwory: Siłą rzeczy, Stutonowy walec, Ostatni remanent, Rock - Gimnastyka. W roku 1983 nowym basistą został Mirosław Łączyński a drugim, obok Marca, gitarzystą - Mariusz Smoluch. Dołączył także klawiszowiec Paweł Młynarczyk (ex- Bajm), zaś po odejściu Wenglorza, wokalistką zespołu została Iwona Trzaskowska, która zajmowała się również komponowaniem i pisaniem tekstów. Jej współpraca z grupą ZOO trwała krótko, ponieważ Trzaskowska traktowała ją jako epizod i możliwość nagrania własnych nagrań demo – zarejestrowała wówczas 3 utwory, m.in. Smutne ZOO. W późniejszych latach piosenkarka próbowała swych sił w żeńskim zespole Mad Money. Zmarła tragicznie na początku lat 90. Na jej miejsce pojawił się Robert Janowski, wokalista, który wcześniej śpiewał w grupie Sekcja Z oraz brał udział w musicalu Kompot do libretta Jonasza Kofty i Zdzisława Rychtera. Kolejna roszada personalna to zmiana perkusisty – po pewnym czasie odszedł Janusz Domański, którego miejsce za zestawem perkusyjnym zajął Dariusz Sygitowicz, młodszy brat Ryszarda Sygitowicza. Za sprawą poszerzenia instrumentarium o syntezator Oberheim OB-8, za którym zasiadał Młynarczyk i bębnów Simmonsa, na których grał jeszcze Domański, po raz kolejny zmieniło się brzmienie zespołu. To właśnie w okresie współpracy z Robertem Janowskim, ZOO wylansowało w Polskim Radiu i Telewizji przeboje, takie jak: Na drzewie, Więcej sexu!, czy Romantyczna gra. Piosenki te zaprezentowano m.in. podczas sylwestrowej odsłony „Przebojów Dwójki” i w programie pt. „Konkurs Tańca Disco”. W tym okresie rysowały się perspektywy na dalszy rozwój kariery zespołu (wytwórnia Tonpress była zainteresowana rozszerzeniem współpracy wydawniczej), które pokrzyżowało niespodziewane odejście Janowskiego do Oddziału Zamkniętego w 1985 roku. Wówczas zespół przygotowywał z nim utwory, które nie doczekały się wersji studyjnych a jedynie tych nagranych na próbach i na koncertach (m.in. Czyha strach, Związani razem). Wkrótce odeszli także Młynarczyk i Sygitowicz, zaś nowym perkusistą został Maciej Ostromecki. Z powodu braku odpowiedniego wokalisty, grupa ZOO rozpadła się w tym samym roku, po wydaniu ostatniego singla, na którym śpiewał Marzec. Zespół nie miał także szczęścia do menedżmentu, który okazał się nieudolny w działaniu.
W czerwcu 2019 roku wytwórnia GAD Records wydała zbiór nagrań audio i wideo formacji pt. Ostatni remanent.

## Muzycy
- Stanisław Wenglorz – śpiew
- Iwona Trzaskowska – śpiew
- Robert Janowski – śpiew
- Paweł Młynarczyk – instrumenty klawiszowe
- Krzysztof Marzec – gitara i śpiew (kompozytor muzyki do programu dziecięcego Tik-Tak – powszechnie znany jako jego współautor i prowadzący (rola Krzysia), a także wykonawca piosenki „Tik-Tak”[3])
- Wojciech „Nurek” Styczyński – gitara
- Mirosław Torla – gitara basowa
- Janusz Domański – perkusja
- Dariusz Sygitowicz – perkusja
- Maciej Ostromecki – perkusja
- Mariusz „Zając” Smoluch – gitara
- Mirosław Łączyński – gitara basowa
- Jacek Kerber – instrumenty klawiszowe (gościnnie w nagraniu studyjnym pt. „Ostatni remanent”)[4]

## Notowania piosenek Zoo na Liście Przebojów Trójki
| Utwór             | Debiut na liście | Pobyt na liście | Notowania | Źródło |
| ----------------- | ---------------- | --------------- | --- | ------ |
| „Smutne zoo”      | 20 sierpnia 1983 | 2 tyg.          | - 70: 29. miejsce - 71: 26. miejsce | [ 5 ]  |
| „Na drzewie”      | 8 stycznia 1984  | 8 tyg.          | - 90: 36. miejsce - 91: 16. miejsce - 92: 10. miejsce - 93: 8. miejsce - 94: 11. miejsce - 95: 12. miejsce - 96: 18. miejsce - 97: 32. miejsce | [ 6 ]  |
| „Romantyczna gra” | 1 grudnia 1984   | 5 tyg.          | - 137: 32. miejsce - 138: 30. miejsce - 139: 18. miejsce - 140: 18. miejsce - 141: 26. miejsce                                                 | [ 7 ]  |

## Dyskografia
Źródło:.
Albumy
- „Ostatni remanent” (GAD Records, 2019)[2]

Single
- „Więcej sexu” / „Romantyczna gra” (Tonpress, 1984)[4]
- „Znowu mam luz” / „Wszystko zacznij jeszcze raz” (Tonpress, 1985)[4]